# Aristaea onychota
Aristaea onychota är en fjärilsart som först beskrevs av Edward Meyrick 1908.  Aristaea onychota ingår i släktet Aristaea och familjen styltmalar.
Artens utbredningsområde är:
- Nigeria.
- Zambia.

Inga underarter finns listade i Catalogue of Life.